# الشاعر (قصة)
رواية الشاعر هي في الأصل بعنوان «سيرانو دي برجراك» عن شخصية بنفس الاسم للكاتب الفرنسي إدموند روستان، وقد صاغها باللغة العربية الأديب مصطفى لطفي المنفلوطي، وهو كاتب ومؤلف نابغ في الإنشاء والأدب العربي، أنفرد بأسلوب نقي في كتاباته، ولكن المنفلوطي لم يترجم فقط، بل قام بالتعريب وحولها لعمل أدبي مهم، ونشرت رواية الشاعر باللغة العربية في عام 1921م.